# Ponsse

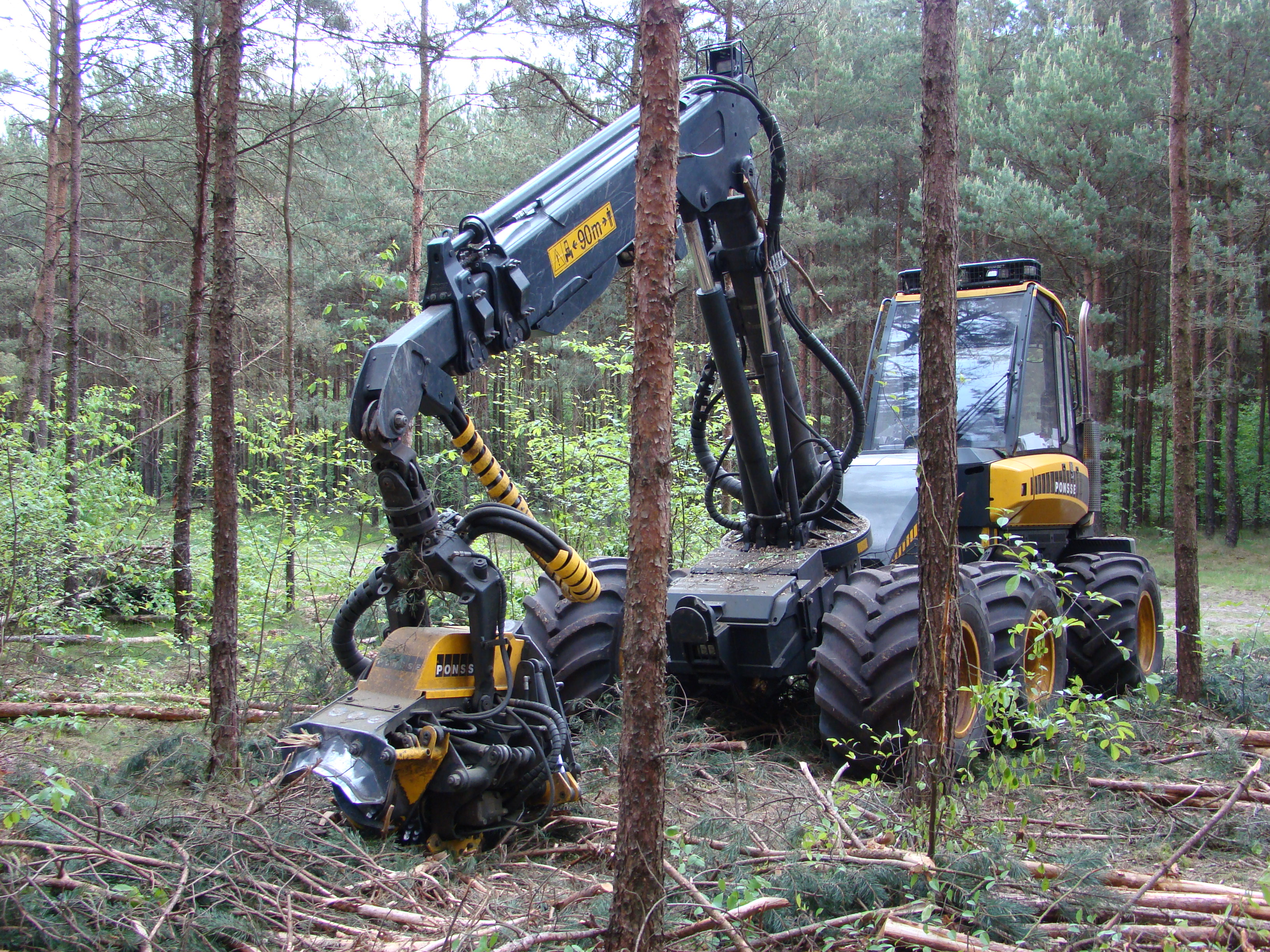
Ponsse Harvester im Kiefernwald

Ponsse Plc ist ein finnischer Forstmaschinenhersteller mit Hauptsitz in Vieremä.
Es werden drei Geschäftsbereiche bedient: Herstellung und Vertrieb von Forstmaschinen, Informationssysteme zur modernen Holzgewinnung nach der Kurzholzmethode sowie dem Kundenservice.

## Geschichte
Die Ponsse Plc wurde 1970 von Einari Vidgrén gegründet. Die erste Maschine wurde im Herbst 1971 ausgeliefert.
Die 12.000ste Forstmaschine, ein "ScorpionKing" wurde am 21. Februar 2017 einem französischen Kunden übergeben.
2019 wurde die 15.000ste in Vieremä produzierte Maschine ausgeliefert.

## Produkte

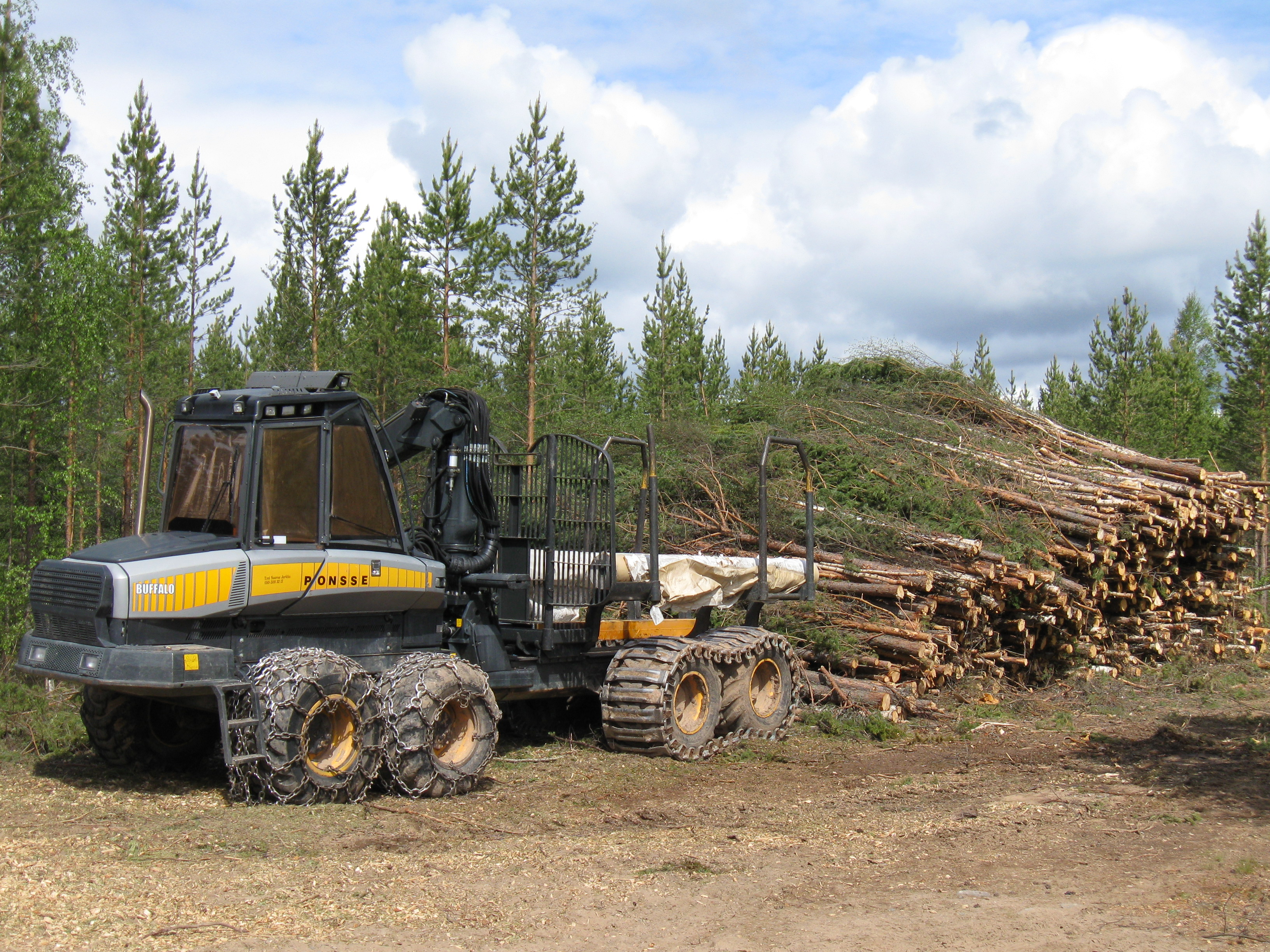
Ponsse Forwarder

- Harvester inkl. Aggregate (Harvesterköpfe)
- Forwarder
- Dualmaschinen
- Kräne und Lader

## Tochterfirmen
- Ponsse AB in Schweden
- Ponsse AS in Norwegen
- Ponssé S.A.S. in Frankreich
- Ponsse UK Ltd. in Großbritannien
- Ponsse North America Inc. in den USA
- Ponsse Latin America in Brasilien
- OOO Ponsse in Russland
- Ponsse Asia-Pacific Ltd in Hongkong
- Ponsse China Ltd in China
- Ponsse Uruguay S.A. in Uruguay
- Epec Oy in Finnland